# Caio Ibelli
Caio Ibelli (São Paulo, 10 de novembro de 1993) é um surfista profissional brasileiro que está na ASP World Tour.

## Carreira
Depois de um título em torneios da WQS, Caio Ibelli foi campeão do WQS de 2015 e se classificou para o ASP World Tour em 2016.

## Títulos
| Vitórias no WQS |                |                 |       |
| Ano             | Evento         | Local           | País  |
| 2015            | Hainan Classic | Wanning, Hainan | China |